# Beerfelden
Beerfelden – dzielnica miasta Oberzent w Niemczech, w kraju związkowym Hesja, w rejencji Erbach, w powiecie Odenwald. Do 31 grudnia 2017 miasto, następnego dnia połączone z gminami Rothenberg, Hesseneck oraz Sensbachtal.